# Cyrtoneurina varicolor
Cyrtoneurina varicolor är en tvåvingeart som först beskrevs av Hough 1900.  Cyrtoneurina varicolor ingår i släktet Cyrtoneurina och familjen husflugor. Inga underarter finns listade i Catalogue of Life.